# 熊野市立図書館
熊野市立図書館（くまのしりつとしょかん）は、三重県熊野市井戸町にある公立図書館。JR熊野市駅前の熊野市文化交流センター内にある。
地元産の木材を用いた開放感のある図書館であり、児童書のコーナーや貴重書を含む松岡文庫に特色がある。

## 歴史

### 公民館・文化会館時代（1958-2009）
1958年（昭和33年）、木本公会堂の一角に「熊野市中央公民館図書部」として開設された。同年12月27日には三重県立図書館熊野分館が併設された。この時の蔵書は、県立図書館からの委託図書と市民からの寄贈書を合わせて1,304冊にすぎなかった。1964年（昭和39年）3月に県立図書館熊野分館は閉館し、熊野市中央公民館図書部の単独に戻った。
1972年（昭和47年）1月に熊野市民文化会館が新築開館し、その一室を図書館に充て、熊野市立図書館に改称した。図書館には専任職員が1名配置され、熊野市文化協会と協力して市民に図書の寄贈を呼びかけると同時に、紀南小・中学校図書館教育研究会の助力を得て蔵書の整理を行い、図書館としての体裁を整えた。翌1973年（昭和48年）から貸出業務を開始した。同年、三重県図書館協会に加盟している。1980年（昭和55年）時点の蔵書数は10,766冊に増え、利用者は学生を中心に年間約6,000人の利用があった。蔵書は寄贈書に負う部分も多く、「霞城俳句文庫」などと命名して他の図書とは別の棚に配架していた。
2009年（平成21年）8月4日に新館への移転準備のため図書の貸し出しを停止し、8月5日から8月15日までは図書の返却業務や新聞などの閲覧に絞って図書館サービスの提供を続け、8月16日に一旦閉館となった。

### 文化交流センター時代（2009-）

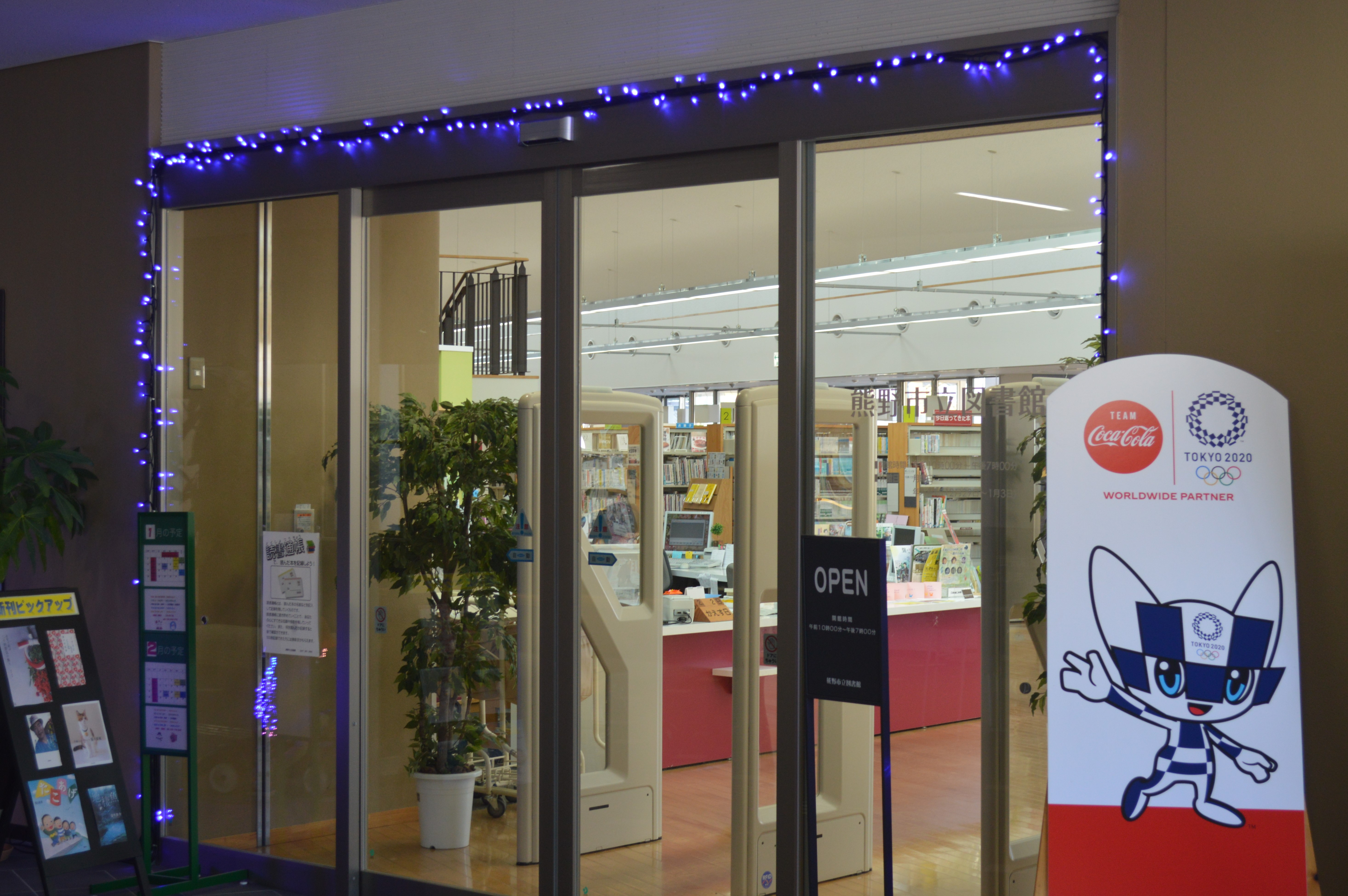
図書館の入口

2009年（平成21年）10月3日、熊野市立図書館を中核施設とする熊野市文化交流センターが熊野市駅前に開館した。当日は開館記念イベントとして六方行列などの伝統芸能の披露や熊野市ゆかりのフルート奏者によるコンサート、裏千家の野点が行われた。文化交流センターは図書館のほか小ホールや研修室も備えた複合施設で、1か月あたりの利用者数は旧館時代の3倍に増加した。この時点の蔵書は旧図書館から引き継いだ約4万冊で、将来的には18万冊（うち開架図書は9万冊）とすることを目標に掲げた。
2011年（平成23年）10月6日には、熊野市波田須町を拠点に活動するシンセサイザー奏者の矢吹紫帆が同年の台風12号の被災者を励まそうと無料コンサートを開催した。同年10月、旧熊野市の初代市長を務めた小林清栄の親族から、小林らが撮影し吉野熊野国立公園の指定申請の際に提出した1931年（昭和6年）から1935年（昭和10年）までの紀伊半島の写真87点が図書館に寄贈された。これらの写真は2012年（平成24年）5月10日から5月13日まで館内で写真展の形で一般公開された。2013年（平成25年）2月には熊野市出身で土方歳三や開拓時代の北海道を撮影した写真家の田本研造に関する企画展を三重県立熊野古道センターの協力の下で開催、同年10月15日から10月19日には市民団体が収集した矢ノ川峠に関する資料のパネル展示が開催された。
2016年（平成28年）6月には図書館ボランティア活動報告展示会として、熊野市立図書館で読み聞かせや書架の整頓、本の修繕などを担当する約30人の活動について館内で展示を開催した。目玉展示として「かわいそうな本たち」コーナーを開設し、一部の心無い利用者によって落書きや切り込みを入れられた図書約20冊の展示を通して、図書館資料を大切にするよう呼びかけが成された。

## 熊野市文化交流センター

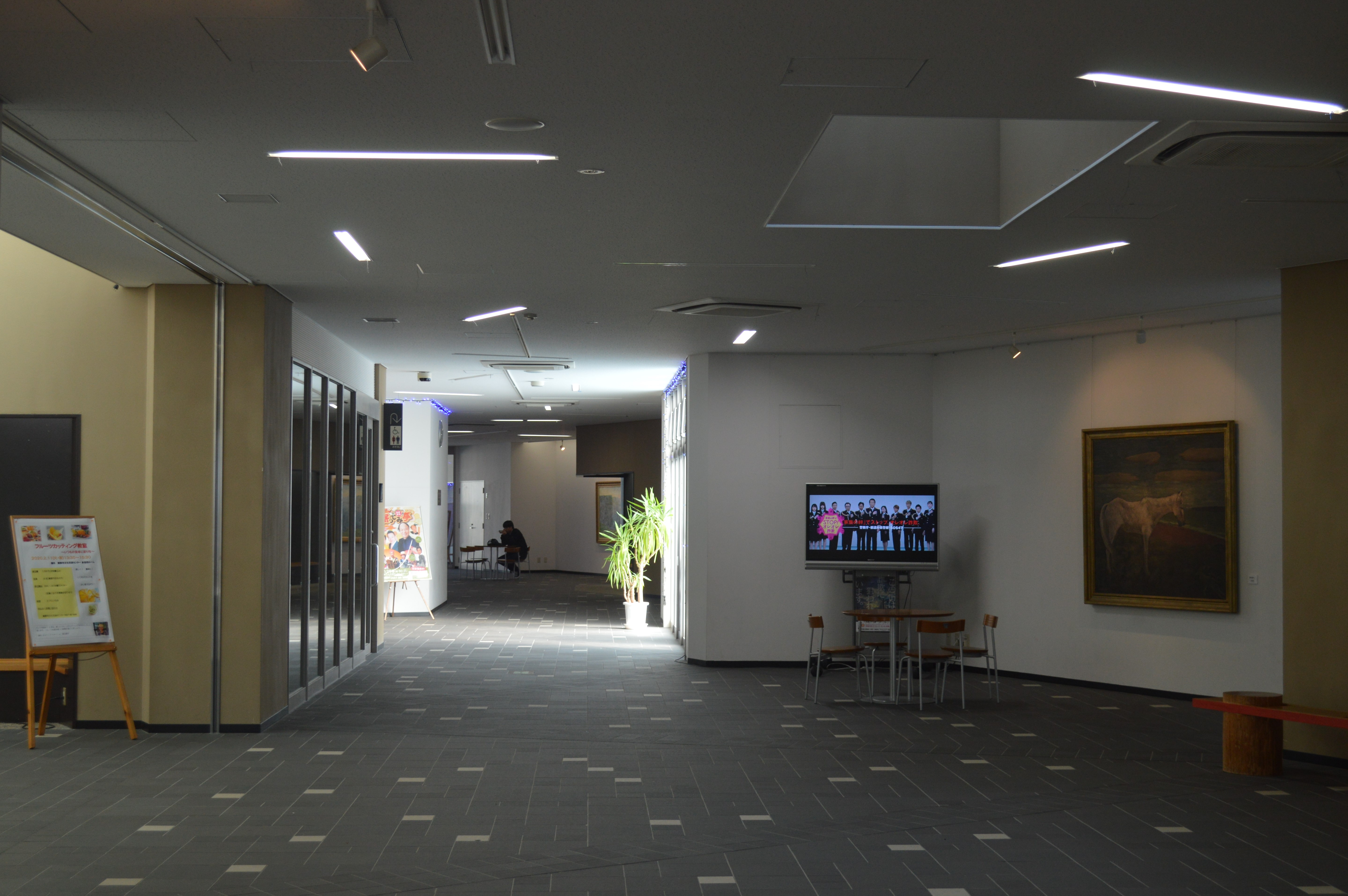
熊野市文化交流センターのロビー

2009年（平成21年）10月開館。2階建ての施設で、1階は図書館や交流ホールなどの複合施設、2階は図書館機能のみとなっている。熊野産のヒノキ材をふんだんに用いた天井の高い施設で、太陽光を取り込めるように設計されている。センター内のベンチのデザインは名古屋学芸大学メディア造形学部デザイン学科の学生が手掛けた。
1階には熊野市立図書館、演奏会や落語会などが開かれる「交流ホール」、展示会や映像の上映ができる簡易展示スペース「クマノミチ」と「ホワイエ」のほか多目的ルームと2室の研修室がある。

### 図書館の構造
図書館は熊野市文化交流センターの1階と2階に設置されており、1階に一般ゾーンと児童ゾーンなど、2階に松岡文庫などの貴重書収蔵室を配置している。館内には140席の閲覧席があり、窓辺のカウンター席や屋外のテーブル席など来館者の好みに応じて読書をする場所が選べるようになっている。
児童ゾーンは、子供専用のパーソナルコンピュータやトイレを設置し、授乳室も整備するなど乳幼児から児童までの子供が使いやすくなっている。また子供らが興味を惹きやすいように本棚を迷路状に配置したり、本の表紙が見えるように配架したりしている。
松岡文庫は熊野市に居住していた松岡喜代志（故人）が収集した図書群で、日本史を中心とした6,000冊超のコレクションである。現在では入手困難な図書を含み、研究資料として重要である。

## 利用案内
- 所在地：三重県熊野市井戸町643番地2 熊野市文化交流センター内
  - JR紀勢本線熊野市駅からすぐ[17]。駐車場は43台[17]。
- 開館時間：10時から19時まで
- 休館日：月曜日、特別整理期間、年末年始
- 貸出制限：住所要件はない[17]。ただし貸出冊数に熊野市在住者と市外在住者で差が設けられている[17]。
- 貸出可能点数：図書・雑誌：10冊（ただし市外在住者は5冊）
- 貸出可能期間：2週間
- 予約、リクエスト可能。
- 自動貸出機あり。

## 特色
熊野市駅に隣接しているため、熊野市内外から利用者が訪れており、特に休日は熊野古道を訪れるリュックを背負った観光客の姿が多く見られる。図書にはICタグが付され、自動貸出機を設置するなど、最新設備を導入している。
図書の収集に当たっては、熊野市の郷土資料、イタリア、神話、防災に関する資料を重視している。イタリアに関する資料を収集しているのは、同国のソレント市と熊野市が姉妹都市提携しているからであり、ソレント市から寄贈された図書も所蔵している。